# 訃報 1980年9月
訃報 1980年9月（ふほう 1980ねん9がつ）では、1980年（昭和55年）9月中に物故した、又は物故が報じられた人物についてまとめる。

## （1日 - 15日）

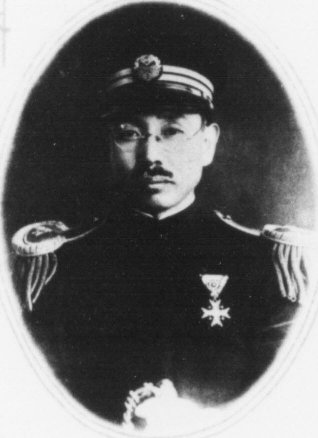
本山文平／9月13日没

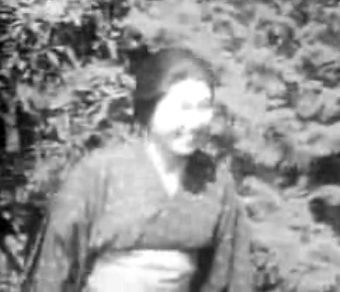
近衛千代子／9月15日没

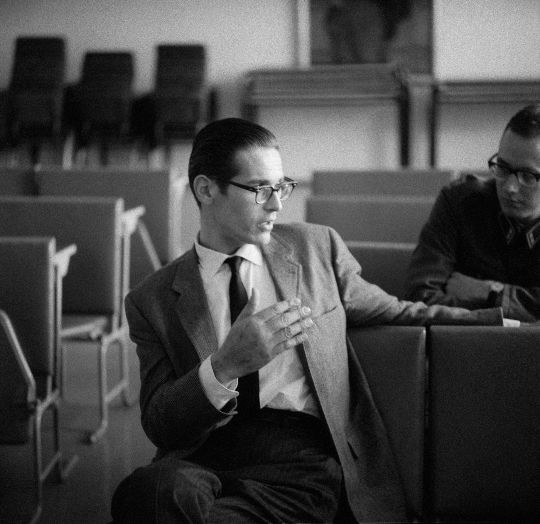
ビル・エヴァンス／9月15日没

- 9月3日 - 藤田宗一、元プロ野球選手（* 1914年）
- 9月7日 - 千嘉代子、茶人（* 1897年）
- 9月13日 - 本山文平、官僚（* 1882年）
- 9月15日 - 近衛千代子、近衛文麿の妻（* 1896年）
- 9月15日 - ビル・エヴァンス、ジャズピアニスト（* 1929年）

## （16日 - 30日）

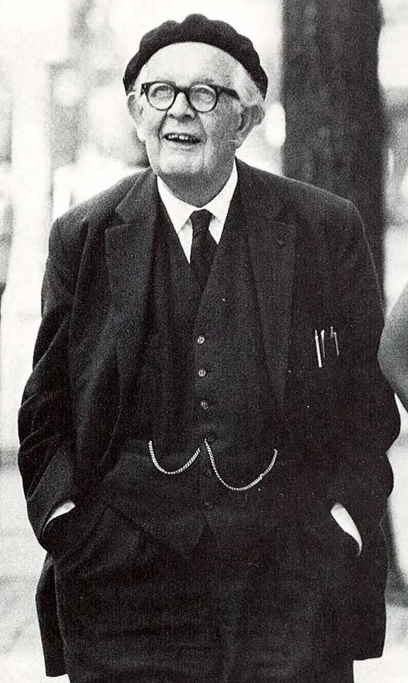
ジャン・ピアジェ／9月16日没

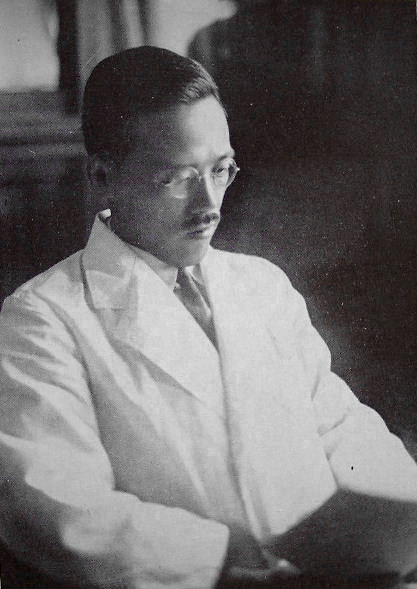
内村祐之／9月16日没

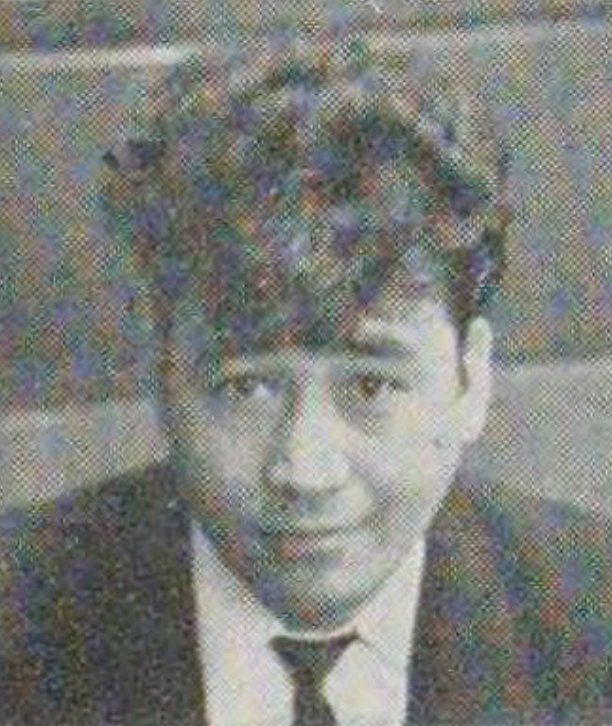
初代林家三平／9月20日没

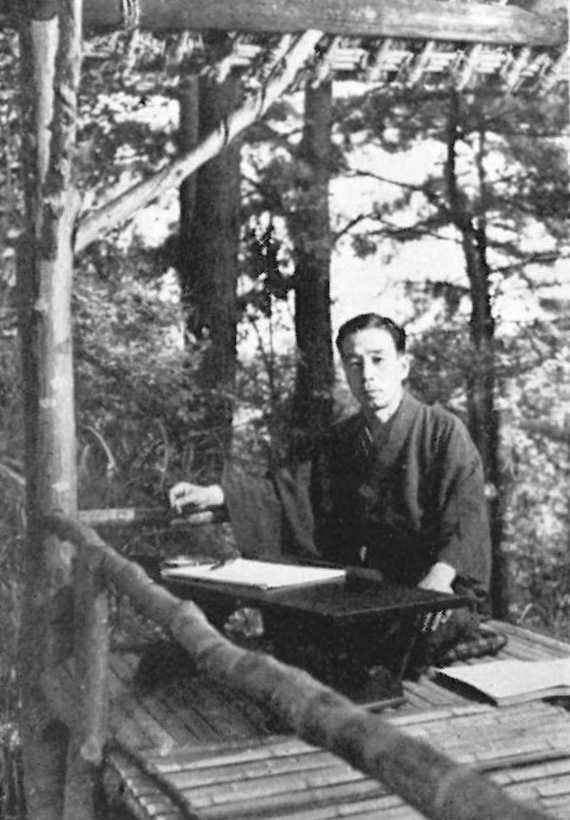
河上徹太郎／9月22日没

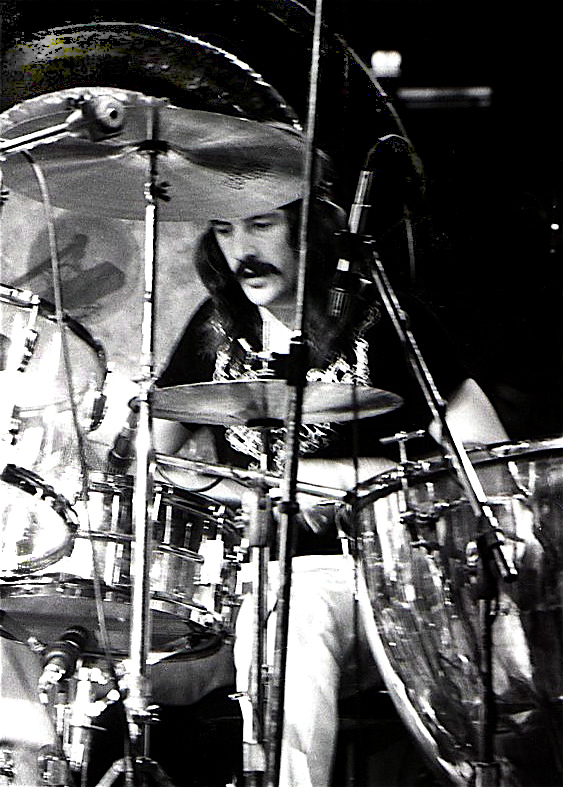
ジョン・ボーナム／9月25日没

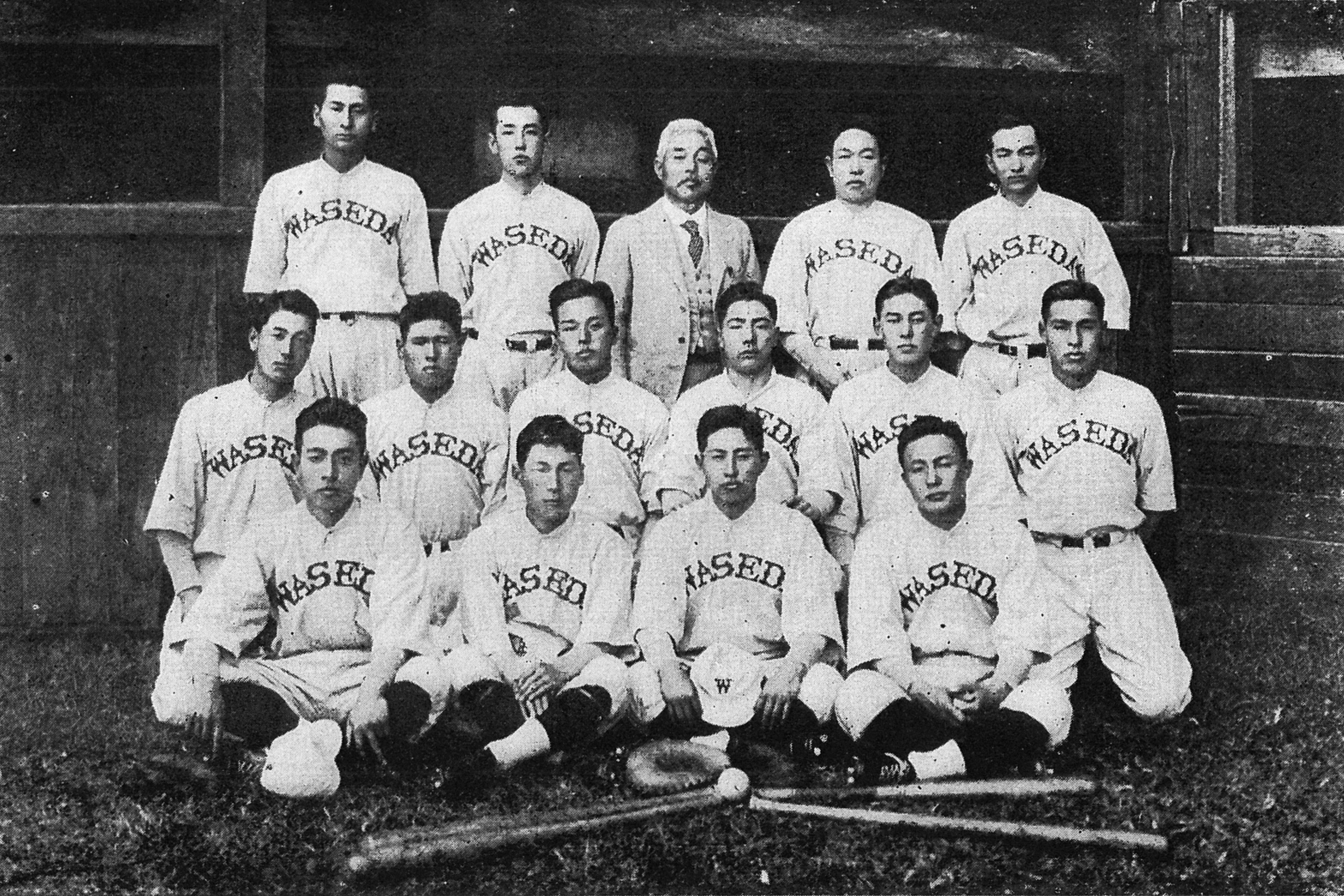
谷口五郎（中列左）／9月26日没

- 9月16日 - ジャン・ピアジェ、心理学者（* 1896年）
- 9月17日 - 内村祐之、医学者・プロ野球コミッショナー（* 1897年）
- 9月20日 - 初代林家三平、落語家（* 1925年）
- 9月22日 - 河上徹太郎、文芸評論家（* 1902年）
- 9月25日 - ジョン・ボーナム、元レッド・ツェッペリンのドラマー（* 1948年）
- 9月26日 - 谷口五郎、野球選手（* 1901年）